# Bomolocha trituberalis
Bomolocha trituberalis là một loài bướm đêm trong họ Noctuidae.